# Romanovci
Romanovci (cyr. Романовци) – wieś w Bośni i Hercegowinie, w Republice Serbskiej, w gminie Gradiška. W 2013 roku liczyła 976 mieszkańców.